# Nagy Zoltán (labdarúgó, 1985)
Nagy Zoltán (Nyíregyháza, 1985. október 25. –) magyar labdarúgó, posztját tekintve hátvéd.

## Pályafutása
2006-ban Baktalórántházán szerepelt kölcsönben. Később Debrecenben nem került be az első csapatba, így az NB II Keleti csoportjában szereplő "kis Lokiban" játszott. A 2009–10-es szezonban már a fővárosi Budapest Honvéd csapatában játszott. A 2011-2012-es szezonban alapembere volt a bajnokságot és Magyar Kupát nyerő csapatnak a jobbhátvéd poszton. A 2014–15-ös szezon első felében kölcsönben az első osztályba frissen feljutott Nyíregyháza Spartacus FC csapatát erősítette.

## Sikerei, díjai
- Magyar bajnokság
  - bajnok: 2009–10, 2011-12
- Magyar Kupa
  - győztes: 2012